# Roger Vaills
Pas d'image ? Cliquez ici

a Compétitions nationales et continentales officielles uniquement.

Roger Vaills, né le 21 décembre 1908 à Palau-del-Vidre et mort le 26 mars 1978 à Perpignan, est un joueur français de rugby à XV et de rugby à XIII évoluant au poste de demi de mêlée à XV et de demi de mêlée à XIII dans les années 1930.
Sa carrière sportive est composée de deux phases. La première se déroule au club de rugby à XV de l'USA Perpignan avec lequel il remporte le Championnat de France en 1938 et le Challenge Yves du Manoir en 1935. Il change de code de rugby pour du rugby à XIII et rejoint le XIII Catalan de Perpignan remportant la Coupe de France en 1939 aux côtés de François Noguères, Jep Maso et Augustin Saltraille.
Son frère ainé, Georges Vaills, est également un joueur de rugby à XV.

## Biographie
Roger Vaills naît le 21 décembre 1908 à Palau-del-Vidre dans le département français des Pyrénées-Orientales.
Son frère ainé, Georges Vaills, est un joueur international français de rugby à XV.
Il meurt le 26 mars 1978 à Perpignan.

## Palmarès

### Rugby à XV
- Collectif :
  - Vainqueur du Championnat de France : 1938 (USA Perpignan).
  - Vainqueur du Challenge Yves du Manoir : 1935 (USA Perpignan).
  - Finaliste du Championnat de France : 1935 (USA Perpignan).
  - Finaliste du Challenge Yves du Manoir : 1936, 1937 et 1938 (USA Perpignan).

### Rugby à XIII
- Collectif :
  - Vainqueur de la Coupe de France : 1939 (XIII Catalan).

#### Statistiques
| Saison    | Saison       | Championnat           | Championnat | Championnat | Championnat | Championnat | Championnat | Championnat | Coupe           | Coupe     | Coupe | Coupe | Coupe | Coupe | Coupe |
| Saison    | Saison       | Comp.                 | Class.      | M           | Pts         | Ess.        | Buts        | Dp.         | Comp.           | Class.    | M     | Pts   | Ess.  | Buts  | Dp.   |
| --------- | ------------ | --------------------- | ----------- | ----------- | ----------- | ----------- | ----------- | ----------- | --------------- | --------- | ----- | ----- | ----- | ----- | ----- |
| 1938-1939 | XIII Catalan | Championnat de France | 5e          | ?           | -           | -           | -           | -           | Coupe de France | Vainqueur | ?     | -     | -     | -     | -     |